# 宸垣識略
《宸垣识略》是清乾隆时浙江仁和人吴长元所著关于北京历史地理的书籍，共十六卷。

## 內容沿革
《宸垣识略》依据清康熙《日下旧闻》与清乾隆《日下旧闻考》增删重写而成。吴长元走访实地、勘对碑碣史册，对两书的内容进行考订、增补。《宸垣识略》的考证中，出自《日下旧闻》的标为“原按”，出自《日下旧闻补遗》的为“补按”，《日下旧闻考》则为“考按”，如为朱长元所考则记“长元按”。

## 結構目錄
《宸垣识略》分十六卷，卷目依次为：
- 卷一：天文、形胜、水利、建置
- 卷二：大内
- 卷三、卷四：皇城
- 卷五至卷八：内城
- 卷九、卷十：外城
- 卷十一：苑囿
- 卷十二至卷十五：郊垌
- 卷十六：识余

### 附錄地圖
此外书前还附有地图十八幅，包括城池、大内皇城、八旗界址、西山苑囿等。有人将其称为已知最早的北京旅游地图。